# Chalcopasta acantha
Chalcopasta acantha là một loài bướm đêm trong họ Noctuidae.